# 卡彭特斯維爾 (新澤西州)
卡彭特斯維爾（英語：Carpentersville）是位於美國新澤西州沃倫縣的非建制地區。

## 歷史
卡彭特斯維爾的郵局於1854年設立，其後於1957年停運。

## 地理
卡彭特斯維爾所處的海拔為高於海平面49米（即161英呎），而該地所採用的時區為UTC-5，即北美东部时区（EST）。同時該地設有夏令時間，為UTC-5調快一小時，即UTC-4（EDT）。